# Gypsophila antari
Gypsophila antari är en nejlikväxtart som beskrevs av George Edward Post och Beauv. Gypsophila antari ingår i släktet slöjor, och familjen nejlikväxter. Inga underarter finns listade i Catalogue of Life.